# Sint-Antoniuskapel (Amel)

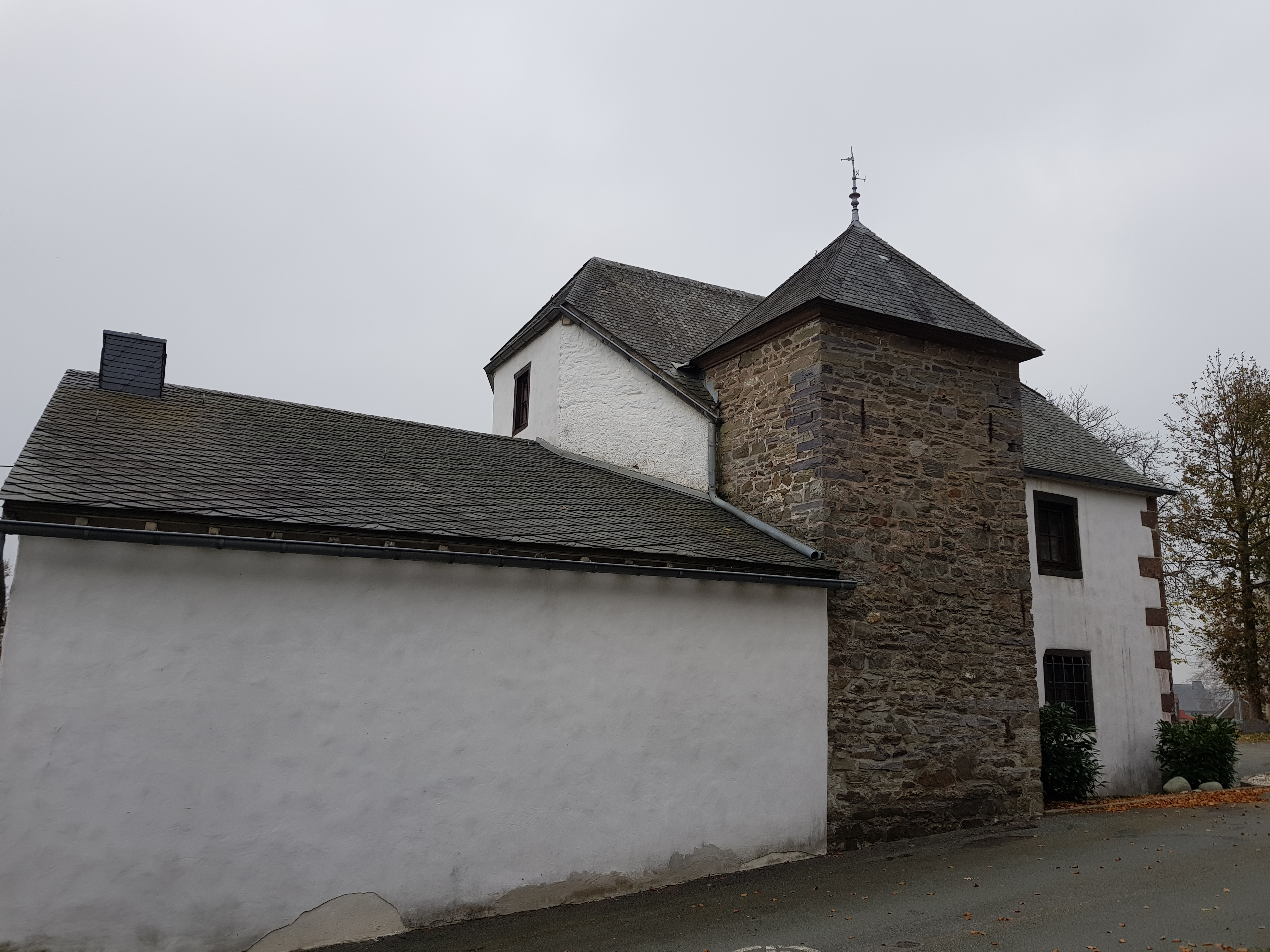
Sint-Antoniuskapel

De Sint-Antoniuskapel (Duits: Antoniushäuschen) is een voormalige kapel in de plaats Amel in de Belgische provincie Luik.
Omstreeks 1400 werd deze kapel gebouwd. Omstreeks 1600 werd hij omgebouwd tot pastorie. In de 19e eeuw werd het gebouw opnieuw vergroot om als woonhuis te dienen.
Later werd hier het Heemkundig- en Wortelmuseum (Heimat- und Wurzelmuseum) gevestigd, dat onder meer wortels van planten uit de streek toont en daarnaast fotomateriaal en tal van werktuigen die in de streek werden benut.
Het huis wordt geflankeerd door een torentje op vierkante plattegrond, opgetrokken in breuksteen, en gedekt met een tentdak.
Hoewel het gebouw sterk gewijzigd is zijn hier en daar nog sporen van het vroegere gebruik als kapel te zien.